# Alzette
De Alzette (Luxemburgs: Uelzecht; Duits: Alzig of Elz(ig)) is een rivier in Frankrijk en het Groothertogdom Luxemburg. Zij ontspringt in Lotharingen in de gemeente Thil en doorkruist nog de Franse gemeenten Villerupt en Audun-le-Tiche.
In Luxemburg bevloeit ze de steden Esch-sur-Alzette, Luxemburg en Mersch en mondt dan uit in de Sûre bij Ettelbruck.
De zijrivieren in Luxemburg zijn:
- rechteroever: Kälbaach, Diddelengerbaach, Crauthemergruef, Huerbaach, Kasselterbaach, Rollengerbaach, Rouschtbaach, Schrondweilerbaach, Kalbaach, Kiselbaach en Ditgesbaach
- linkeroever: Dipbech, Kleemelbaach, Mess, Mierbech, Bibbeschbaach, Doulemerbaach, Drosbech, Peitruss of Pétrusse, Klengelbaach, Kaylbaach, Millebach, Mamer, Eisch, Wëllerbaach, Rouschtbach, Attert en Deiwelbaach.

- Gemeinsame Normdatei: 4725629-1
- Virtual International Authority File: 242307309